# Matti Warén

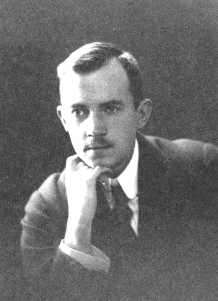
Matti Warén

Matti Eliel Warén, född 28 november 1891 i Helsingfors, död där 2 mars 1955, var en finländsk konstnär och scenograf.
Warén utbildade sig vid Helsingfors universitets och Finska konstföreningens ritskolor. Han debuterade som målare 1912 och deltog i konstutställningar med arbeten som uppvisar tydliga paralleller med Novembergruppens måleri, ofta med motiv från hemorten Salo.
Mest känd var Warén som dekorationsmålare. Han var 1927–1955 chefscenograf vid Finland nationalteater, där han gjorde inramningen till ett stort antal skådespel. Till många Shakespearedramer skapade han storstilade scenbilder, bland annat till Kung Lear och Kung Oidipus. Han var även anlitad av Finska operan, och deltog med sina scenbilder i teaterutställningar i Wien 1924 och i New York 1933.